# Emanuel Archibald
Emanuel Archibald (* 9. September 1994 in Georgetown) ist ein guyanischer Leichtathlet, der in Wettkämpfen im Sprint und im Weitsprung an den Start geht. 2021 wurde er Südamerikanischer Vizemeister im 100-Meter-Lauf.

## Sportliche Laufbahn
Emanuel Archibald trat erstmals 2016 bei den nationalen Meisterschaften im Weitsprung an und konnte auf Anhieb mit 7,53 m den Sieg davontragen. Im Jahr darauf steigerte er sich auf 7,71 m und trat im Weitsprung auch bei den Islamic Solidarity Games in Baku an, bei denen er den achten Platz belegte. Ebenfalls 2017 begann er auch im Sprint über 100 und 200 Meter an den Start zu gehen. Einen Großteil seiner Wettkämpfe bestreitet er auf Jamaika, wo er lebt und an der University of the West Indies mittels eines Stipendiums der guyanischen Regierung studiert. Im Februar 2018 stellte er mit einer Zeit von 10,22 s seine persönliche Bestleistung über 100 Meter auf. Über diese Distanz ging er auch zwei Monate später bei den Commonwealth Games in Australien an den Start. Dabei zog er in das Halbfinale ein, in dem er als Siebter seines Laufes ausschied. Insgesamt belegte er den 30. Platz. Im Weitsprung scheiterte er bei der gleichen Veranstaltung in der Qualifikation. Einige Monate nach den Spielen konnte er erstmals die Acht-Meter-Marke überspringen. Ende Juli trat er auch bei den Zentralamerika- und Karibikspielen in Kolumbien an. Während er im 100-Meter-Lauf im Halbfinale ausschied, belegte er im Weitsprung den vierten Platz.
Anfang Mai 2019 stellte Archibald mit 8,12 m einen neuen Nationalrekord im Weitsprung auf. Nur einige Wochen später trat er zunächst über 100 Meter bei den Südamerikameisterschaften in Lima an. Dabei belegte er mit 10,56 s den fünften Platz. Nur einen Tag nach dem Finale trat er auch im Weitsprung an. Dort belegte er den vierten Platz. Im August nahm er an gleicher Stelle an den Panamerikanischen Spielen teil. Im Weitsprung kam er nicht über 7,22 m hinaus, womit er den elften Platz belegte. Über 100 Meter scheiterte er im Vorlauf. Insgesamt belegte er den 17. Platz. Schließlich konnte er im September in Doha auch erstmals an einer Weltmeisterschaft teilnehmen. Dabei landete er auf dem 23. Platz. 2021 trat er im Mai zum zweiten Mal bei den Südamerikameisterschaften an. Dabei belegte er den siebten Platz im Weitsprung und zog über 100 Meter in das Finale ein. Im Finale gewann er mit 10,23 s die Silbermedaille und damit seine erste Medaille bei einer internationalen Meisterschaft. Zwei Tage später gewann er mit der 4-mal-100-Meter-Staffel die Bronzemedaille. Ende Juli trat er in Tokio zum ersten Mal bei den Olympischen Sommerspielen an. Er war über 100 Meter zweiten Vorausscheidungslauf gesetzt und qualifizierte sich mit dem zweiten Platz für den Vorlauf. Darin war er anschließend allerdings chancenlos. Während der Schlussfeier war er der Fahnenträger seiner Nation.
2022 stellte Archibald im April mit 10,18 s eine neue Bestzeit im 100-Meter-Lauf auf. Im Juli startete er zu seinen zweiten Weltmeisterschaften. Er trat im zweiten Vorlauf an, hatte als Siebter des Laufes allerdings keine Chance auf den Einzug in das Halbfinale. 2023 trat Archibald Anfang Juli bei den Zentralamerika- und Karibikspielen in El Salvador an und konnte im 100-Meter-Lauf die Goldmedaille gewinnen. Einen Monat später trat er in Budapest auch wieder bei den Weltmeisterschaften an. Dort zog er über 100 Meter in das Halbfinale ein. Darin lief er in 10,13 s eine neue Bestzeit, schied allerdings dennoch aus.

## Wichtige Wettbewerbe
| Jahr               | Veranstaltung                     | Ort                | Platz              | Disziplin          | Weite / Zeit       |
| Startet für Guyana | Startet für Guyana                | Startet für Guyana | Startet für Guyana | Startet für Guyana | Startet für Guyana |
| ------------------ | --------------------------------- | ------------------ | ------------------ | ------------------ | ------------------ |
| 2018               | Commonwealth Games                | Gold Coast         | 30.                | 100 m              | 10,46 s            |
| 2018               | Commonwealth Games                | Gold Coast         | 21                 | Weitsprung         | 7,24 m             |
| 2018               | Zentralamerika- und Karibikspiele | Barranquilla       | 5. (Halbfinale)    | 100 m              | 10,17 s (+2,1)     |
| 2018               | Zentralamerika- und Karibikspiele | Barranquilla       | 4.                 | Weitsprung         | 7,83 m             |
| 2019               | Südamerikameisterschaften         | Lima               | 5.                 | 100 m              | 10,56 s            |
| 2019               | Südamerikameisterschaften         | Lima               | 4.                 | Weitsprung         | 7,66 m             |
| 2019               | Panamerikanische Spiele           | Lima               | 17.                | 100 m              | 10,60 s            |
| 2019               | Panamerikanische Spiele           | Lima               | 11.                | Weitsprung         | 7,22 m             |
| 2019               | Weltmeisterschaften               | Doha               | 23.                | Weitsprung         | 7,56 m             |
| 2021               | Südamerikameisterschaften         | Guayaquil          | 2.                 | 100 m              | 10,23 s            |
| 2021               | Südamerikameisterschaften         | Guayaquil          | 7.                 | Weitsprung         | 7,75 m             |
| 2021               | Südamerikameisterschaften         | Guayaquil          | 3.                 | 4 × 100 m          | 40,02 s            |
| 2021               | Olympische Sommerspiele           | Tokio              | 48.                | 100 m              | 10,41 s            |
| 2022               | Weltmeisterschaften               | Eugene             | 39.                | 100 m              | 10,24 s            |
| 2023               | Zentralamerika- und Karibikspiele | San Salvador       | 1.                 | 100 m              | 10,24 s            |
| 2023               | Weltmeisterschaften               | Budapest           | 16.                | 100 m              | 10,13 s            |

## Persönliche Bestleistungen
Freiluft
- 60 m: 6,58 s, 25. Februar 2023, Kingston
- 100 m: 10,13 s, 20. August 2023, Budapest
- 200 m: 20,92 s, 30. Juni 2019, Georgetown
- Weitsprung: 8,12 m, 11. Mai 2019, Kingston, (guyanischer Rekord)